# The Remarkables

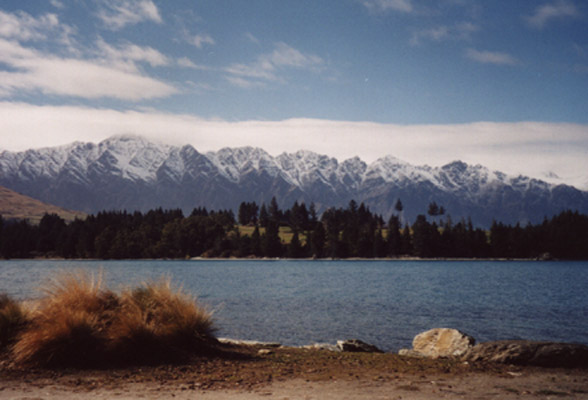
The Remarkables a jezero Wakatipu z Queenstownu

The Remarkables je pohoří na novozélandském Jižním ostrově v regionu Otago. Nachází se na jihovýchodním břehu jezera Wakatipu. Na pohoří se také nachází lyžařský areál.